# Martiniano Charras
Martiniano Charras (Salto, 16 de octubre de 1820 - Buenos Aires, 19 de septiembre de 1894) fue un militar argentino, de destacada actuación en las guerras civiles argentinas. Fundó las actuales ciudades de Rojas y General Pinto, en la provincia de Buenos Aires.

## Biografía
Fueron sus padres Francisco de Asís de los Santos Charras y Lorenza Justiniana Rodríguez. Martiniano Charras fue un estanciero de la zona norte de la provincia de Buenos Aires, que se unió al ejército del general unitario Juan Lavalle cuando éste invadió la provincia en 1840. Aportó caballos a las tropas unitarias, y las acompañó en su retirada tras el fracaso en la captura de la capital. Participó en la captura de Santa Fe y en la batalla de Quebracho Herrado. En esta batalla fue tomado prisionero y conducido a Santa Fe, pasando después a las fuerzas federales del después coronel Prudencio Arnold.
Desertó de las fuerzas federales cuando Juan Pablo López invadió la provincia de Corrientes, y se incorporó a las fuerzas del general Paz en esa provincia. Participó en las batallas de Caaguazú y en Arroyo Grande, para después unirse a la defensa de Montevideo contra el sitio que le impuso el general Manuel Oribe.
En 1845 regresó a Corrientes, donde se unió al ejército que organizaba Paz en esa provincia. Cuando Paz huyó al Paraguay, se unió a las fuerzas de Joaquín Madariaga, que fueron vencidas en la batalla de Vences. Allí fue tomado prisionero por Justo José de Urquiza, que lo incorporó a su ejército y lo salvó de la matanza de prisioneros que siguió a la batalla.
Formó parte del ejército que invadió el Uruguay en 1851 y al año siguiente participó en la batalla de Caseros. Formó en el ejército del Estado de Buenos Aires, y participó en las luchas contra los federales a partir de la revolución del  11 de septiembre de 1852, incluyendo las campañas contra Hilario Lagos y Jerónimo Costa, luchando en las batallas de San Gregorio y El Tala. Hizo la campaña de los hermanos Emilio y Bartolomé Mitre contra los indígenas del sur, y tras la derrota se distinguió en la organización de la retirada.
Participó en las batallas de Cepeda y Pavón del lado de los porteños y fue nombrado comandante de la frontera de Santa Fe con el Chaco. Más tarde fue enviado como comandante al fuerte de Junín, en Buenos Aires. Fue el fundador del pueblo de Rojas.
Al estallar la Guerra del Paraguay fue enviado al frente y combatió en algunas batallas.
Cuando, a fines de 1866, estalló en Cuyo la Revolución de los Colorados, fue enviado a órdenes de José Miguel Arredondo a enfrentarla. Más tarde pasó a órdenes de Antonino Taboada, a cuyas órdenes participó en la batalla de Pozo de Vargas. Taboada lo envió en persecución de Varela, pero éste lo venció cerca de San José de Jáchal.
En 1869 fue ascendido al grado de coronel y enviado a la frontera contra los indígenas. Ese mismo año, en Junín, el día 11 de mayo, contrajo matrimonio con la puntana Carmen Videla Valdéz, tuvieron tres hijas: Rosa (1872), Flora R. (1874) y Lorenza Celia (1876). Charras fundó un fuerte que se convertiría en la ciudad de General Pinto. Al año siguiente participó en la guerra contra Ricardo López Jordán, pero no entró en batalla.
Participó en la revolución de 1874 a órdenes de Mitre y fue dado de baja. Fue reincorporado tres años después, pero no obtuvo mando de tropas. Participó en la revolución de Carlos Tejedor en 1880, y volvió a ser dado de baja. Fue reincorporado tres años más tarde e inmediatamente pasado a retiro.